# Aurélia de Souza
Aurélia de Souza (n. 13 iunie 1866, Valparaíso, Chile – d. 26 mai 1922, Porto, Portugalia) a fost o pictoriță portugheză.

## Biografie
S-a născut la Valparaíso, Chile, ca al patrulea dintre cei șapte copii ai emigranților portughezi António Martins de Sousa și Olinda Peres. Familia a locuit în Brazilia și Chile înainte de a se muta înapoi în Porto, Portugalia în 1869, pe când avea trei ani. Locuiau în Quinta de China, lângă râul Duero, într-o casă cumpărată de tatăl ei înainte de a muri în 1874, pe când avea opt ani.
La vârsta de șaisprezece ani a început să ia lecții cu António da Costa Lima și și-a pictat primul autoportret. În 1893 a început studiile la Academia de Arte Plastice din Porto, unde a fost elevă a lui João Marques de Oliveira, care a influențat foarte mult stilul ei. În 1898, s-a mutat la Paris pentru a studia pictura la Academia Julian, urmând cursuri cu Jean-Paul Laurens și Jean-Joseph Benjamin-Constant. A ținut prima expoziție, apoi a călătorit în Europa în următorii trei ani, înainte de a se întoarce definitiv în Portugalia în 1901, unde a lucrat ca ilustrator și a participat cu regularitate pe scena artei din Porto, expunând la Sociedade de Belas-Artes do Porto, în Galeria da Misericórdia și, anual, la Sociedade Nacional de Belas-Artes din Lisabona.
A murit la Porto în 1922, la cincizeci și cinci de ani.
Pictura ei avea un stil personal și naturalist, uneori cu influențe de realism, impresionism și postimpresionism. Subiectele ei includeau portrete, peisaje și scene din viața de zi cu zi.  Este cel mai renumită pentru „Autoportretul” ei, tablou pictat în 1900.